# A kék szörny
A kék szörny (eredeti cím: Doug's 1st Movie) amerikai 2D-s számítógépes animációs film, amely a Disney-féle Doug kalandjai című televíziós rajzfilmsorozat alapján készült. Az animációs játékfilm rendezője Maurice Joyce, producerei David Campbell, Melanie Grisanti, Jim Jinkins és Jack Spillum. A forgatókönyvet Ken Scarborough írta, a zenéjét Mark Watters szerezte. A mozifilm a Walt Disney Pictures és a Disney Television Animation gyártásában készült, a Buena Vista Pictures forgalmazásában. Műfaja filmvígjáték.
Amerikában 1999. március 26-án mutatták be a mozikban. Magyarországon két szinkronos változat is készült, amelyekből az elsőt 2001. január 1-jén az HBO-n vetítették le a televízióban, a másodikat 2016-ban adták ki DVD-n.

## Szereplők
| Szereplő                  | Eredeti hang         | Magyar hang                    | Magyar hang                    |
| Szereplő                  | Eredeti hang         | 1. magyar változat (HBO, 2000) | 2. magyar változat (SDI, 2016) |
| ------------------------- | -------------------- | ------------------------------ | ------------------------------ |
| Doug Dili                 | Thomas McHugh        | Hujber Ferenc                  | Markovics Tamás                |
| Szkitó Valentin           | Fred Newman          | Fesztbaum Béla                 | Baráth István                  |
| Csülök                    | Fred Newman          | saját hangján                  | saját hangján                  |
| Mr. Dink                  | Fred Newman          | Szélyes Imre                   | Galbenisz Tomasz               |
| Ned Cauphee               | Fred Newman          | N/A                            | Joó Gábor                      |
| Patti Majonéz             | Constance Shulman    | N/A                            | Lamboni Anna                   |
| Roger Klotz               | Chris Phillips       | Dányi Krisztián                | Seszták Szabolcs               |
| Boomer Bledsoe            | Chris Phillips       | N/A                            | N/A                            |
| Larry                     | Chris Phillips       | N/A                            | N/A                            |
| Guy Graham                | Guy Hadley           | N/A                            | Szatory Dávid                  |
| Tippi Dink polgármesterné | Doris Belack         | Kassai Ilona                   | Solecki Janka                  |
| Judy Dili                 | Becca Liss           | N/A                            | Vadász Bea                     |
| Mrs. Theda Dili           | Becca Liss           | N/A                            | Orosz Anna                     |
| Connie Benge              | Becca Liss           | N/A                            | Mezei Kitty                    |
| Beebe Bluff               | Alice Playten        | N/A                            | Bogdányi Titanilla             |
| Elmo                      | Alice Playten        | N/A                            | Hamvas Dániel                  |
| Mr. Bluff                 | Doug Preis           | Koroknay Géza                  | Csankó Zoltán                  |
| Mr. Phil Dili             | Doug Preis           | N/A                            | Juhász György                  |
| Willie White              | Doug Preis           | N/A                            | N/A                            |
| Chalky Studebaker         | Doug Preis           | N/A                            | N/A                            |
| Bluff ügynöke             | Doug Preis           | N/A                            | N/A                            |
| White igazgató            | Greg Lee             | N/A                            | Imre István                    |
| Herman Melville           | Frank Welker         | satát hangján                  | satát hangján                  |
| Al Sleech                 | Eddie Korbich        | N/A                            | N/A                            |
| Moo Sleech                | Eddie Korbich        | N/A                            | Elek Ferenc                    |
| Robotzúzó                 | Eddie Korbich        | N/A                            | Rajkai Zoltán                  |
| Bluff tisztje             | Bob Bottone          | N/A                            | Király Adrián                  |
| Mr. Swirly                | Bruce Bayley Johnson | N/A                            | Csuha Lajos                    |
| Mrs. Perigrew             | Fran Brill           | N/A                            | Szórádi Erika                  |
| Briar Langolier           | Melissa Greenspan    | N/A                            | N/A                            |
| Kuvikember narrátora      | David O’Brien        | N/A                            | Kőszegi Ákos                   |

További magyar hangok (2. magyar változatban): Csík Csaba Krisztián, Czető Roland, Fehér Péter, Kapácsy Miklós, Oroszi Tamás, Szabó Andor, Sörös Miklós

## Televíziós megjelenések
Régi magyar szinkronnal az alábbi televíziókban vetítették le:
- HBO